# Nová synagoga v Litoměřicích
Nová synagoga v Litoměřicích byla židovská modlitebna v severočeském městě Litoměřice v stejnojmenném okrese. Nacházela se ve východní části historického centra města a od svého vzniku roku 1893 sloužila jako hlavní ceremoniální centrum zdejší židovské komunity. V kontextu perzekuce Židů během německé okupace Čech, Moravy a Slezska byla během druhé světové války uzavřena a roku 1945 zničena sovětským leteckým bombardováním při osvobozovací operaci Rudé armády.

## Historie
Nejstarší židovské osídlení se datuje až do 13. století, na místě špitálu sv. Kříže dříve nacházela vůbec první středověká synagoga. Středověký židovský hřbitov existoval východně od města na břehu Labe a zanikl v roce 1541. V roce 1546 byli židé z města vypovězeni a mezi 17. a 19. stoletím byla stanovena kvóta, podle které mohly žít v Litoměřicích maximálně dvě židovské rodiny. To bylo narovnáno až ústavou z 60. let 19. století.
Výstavbu nové synagogy zadala zdejší židovská obec poté, co na konci 19. století několikasetčlenné židovské komunitě v Litoměřicích a okolí stará synagoga, vzniklá přestavbou domu v pozdější Lidické ulici, již přestala kapacitně vyhovovat. Nová synagoga vznikla rovněž přestavbou staršího objektu, domu č. 214 ve Vavřinecké ulici, začleněného do uliční zástavby, jasně již však na fasádě vykazovala architektonické rysy židovské stavby (štukové Davidovy hvězdy, charakteristická klenutá okna). Do provozu byla uvedena roku 1893. Okolo roku 1900 zde jako rabín působil významný učenec Max (Mordechai) Schornstein.
Po záboru Čech, Moravy a Slezska Nacistickým Německem a pokračujících perzekucích židovských obyvatel země byla synagoga posléze uzavřena. Během bojů wehrmachtu s Rudou armádou ve městě během osvobozování Československa 8. května 1945 byla budova výrazně poškozena leteckým bombardováním sovětského letectva. Následkem tragických válečných událostí a holokaustu pak došlo k razantnímu zmenšení zdejší židovské obce a synagoga po válce již nebyla obnovena. Na její parcele pak v pozdějších letech vyrostl dům s obchodními prostory.